# 補助金及び相殺措置に関する協定
補助金及び相殺措置に関する協定（ほじょきんおよびそうさいそちにかんするきょうてい、Agreement on Subsidies and Countervailing Measures、通称相殺措置協定）は、東京ラウンドにおいて1979年に関税及び貿易に関する一般協定第6条、第16条及び第23条の解釈及び適用に関する協定として合意し、ウルグアイラウンドにおいて1994年に改定が合意されて、1995年に世界貿易機関を設立するマラケシュ協定（WTO設立協定）に包含した補助金及び相殺措置に関する条約である。日本法においては、国会承認を経た「条約」であるWTO設立協定（日本国政府による法令番号は、平成6年条約第15号）の一部として扱われる。

## 概要
相殺措置協定は、WTO協定の附属書1Aに属する一括受託協定であり、加盟国全てに対して、貿易歪曲化の効果の激しい補助金の禁止、制限及びこれに対抗する手段としての相殺関税発動の手続きの透明化を確保することを目的としている。
補助金は、国の政策等の実現手段として、多くの国においてさまざまな形態（贈与〈通常の補助金〉、税の減免措置、低利融資、出資、輸出信用）により広く交付されている。他方、これらの補助金（特に直接輸出に関連して交付される補助金）が貿易を歪曲かする効果があり、ガットでは第16条で加盟国に補助金の通報を義務付け、さらに一次産品以外の産品（鉱工業品）への輸出補助金を禁止し、また補助金に対抗するための相殺関税の賦課を認めている。
この相殺関税についてはダンピング防止関税と同様に、発動の恣意性が問題になっており、これらの問題に対処すべくこの協定が作成された。
補助金に対する規律については、補助金を以下の3つに分類し、規制を定めた。
1. 禁止される（レッド）補助金：輸出補助金及び国産品優遇補助金（第3条）
2. 相殺関税発動の対象とならない（グリーン）補助金（第8条、第9条）
※一般的利用可能性のある補助金及び特定性のある補助金のうち一定の条件を満たす研究補助金、地域開発補助金、環境補助金
3. 上記のどちらでもなく相殺関税の対象となりうる（イエロー）補助金
※第31条の規定により5年間の暫定適用（1999年まで）となっており現在は失効している。

相殺関税の賦課の規律は、アンチダンピング関税の場合とほぼ共通しており、課税のために要件、調査手続、賦課期間、課税の水準、見直し等が規定されている。
日本においては、相殺関税の賦課は、関税定率法第7条及び相殺関税に関する政令に規定されている。